# Campeonato Mundial de Ciclismo en Pista de 1990
El LXXXVII Campeonato Mundial de Ciclismo en Pista se celebró en Maebashi (Japón) en el mes de agosto de 1990 bajo la organización de la Unión Ciclista Internacional (UCI) y la Federación Japonesa de Ciclismo.
Las competiciones se realizaron en el Green Dome de la ciudad nipona. En total se disputaron 15 pruebas, 12 masculinas (5 profesionales y 7 amateur) y 3 femeninas.

## Medallistas

### Masculino profesional
| Evento                 | Oro                     | Plata                       | Bronce                       |
| ---------------------- | ----------------------- | --------------------------- | ---------------------------- |
| Velocidad individual   | Michael Hübner RDA      | Claudio Golinelli · Italia  | Stephen Pate Australia       |
| Persecución individual | Viacheslav Yekimov URSS | Francis Moreau Francia      | Armand de Las Cuevas Francia |
| Carrera por puntos     | Laurent Biondi Francia  | Michael Markussen Dinamarca | Daniel Clark Australia       |
| Keirin                 | Michael Hübner RDA      | Michel Vaarten · Bélgica    | Claudio Golinelli · Italia   |
| Medio fondo            | Walter Brugna · Italia  | Peter Steiger · Suiza       | Daniel Clark Australia       |

### Masculinoamateur
| Evento                  | Oro                                                                    | Plata                                                                | Bronce                                                              |
| ----------------------- | ---------------------------------------------------------------------- | -------------------------------------------------------------------- | ------------------------------------------------------------------- |
| Velocidad individual    | Bill Huck RDA                                                          | Curtis Harnett · Canadá                                              | Jens Fiedler RDA                                                    |
| Persecución individual  | Yevgueni Berzin URSS                                                   | Valeri Batura URSS                                                   | Michael McCarthy Estados Unidos                                     |
| Persecución por equipos | URSS Valeri Batura Yevgueni Berzin Dmitri Neliubin Alexandr Gonchenkov | RFA Michael Glöckner Stefan Steinweg Erik Weispfennig Andreas Walzer | Australia Brett Aitken Stephen McGlede Darren Winter Mark Kingsland |
| 1 km contrarreloj       | Alexandr Kirichenko URSS                                               | Martin Vinnicombe Australia                                          | Jens Glücklich RDA                                                  |
| Carrera por puntos      | Stephen McGlede Australia                                              | Bruno Risi · Suiza                                                   | Jan Bo Petersen Dinamarca                                           |
| Medio fondo             | Roland Königshofer · Austria                                           | David Solari · Italia                                                | Andrea Bellati · Suiza                                              |
| Tándem                  | Italia · Gianluca Capitano · Federico Paris                            | Japón Narihiro Inamura Toshinobu Saito                               | RFA Uwe Buchtmann Markus Nagel                                      |

### Femenino
| Evento                 | Oro                                    | Plata                        | Bronce                   |
| ---------------------- | -------------------------------------- | ---------------------------- | ------------------------ |
| Velocidad individual   | Connie Paraskevin-Young Estados Unidos | Renee Duprel Estados Unidos  | Rita Razmaitė URSS       |
| Persecución individual | Leontien van Moorsel · Países Bajos    | Madonna Harris Nueva Zelanda | Barbara Ganz · Suiza     |
| Carrera por puntos     | Karen Holliday Nueva Zelanda           | Svetlana Samojvalova URSS    | Kristel Werckx · Bélgica |

## Medallero
| Núm. | País           | Oro | Plata | Bronce | Total |
| ---- | -------------- | --- | ----- | ------ | ----- |
| 1    | URSS           | 4   | 2     | 1      | 7     |
| 2    | RDA            | 3   | 0     | 2      | 5     |
| 3    | Italia         | 2   | 2     | 1      | 5     |
| 4    | Australia      | 1   | 1     | 4      | 6     |
| 5    | Estados Unidos | 1   | 1     | 1      | 3     |
| 5    | Francia        | 1   | 1     | 1      | 3     |
| 7    | Nueva Zelanda  | 1   | 1     | 0      | 2     |
| 8    | Austria        | 1   | 0     | 0      | 1     |
| 8    | Países Bajos   | 1   | 0     | 0      | 1     |
| 10   | Suiza          | 0   | 2     | 2      | 4     |
| 11   | RFA            | 0   | 1     | 1      | 2     |
| 11   | Bélgica        | 0   | 1     | 1      | 2     |
| 11   | Dinamarca      | 0   | 1     | 1      | 2     |
| 14   | Canadá         | 0   | 1     | 0      | 1     |
| 14   | Japón          | 0   | 1     | 0      | 1     |
|      | TOTAL          | 15  | 15    | 15     | 45    |